# Sparkassen Cup 2003
Lo Sparkassen Cup 2003 è stato un torneo femminile di tennis giocato sul sintetico indoor. È stata la 13ª edizione del torneo, che fa parte della categoria Tier II nell'ambito del WTA Tour 2003. Si è giocato a Lipsia in Germania, dal 22 al 28 settembre 2003.

## Campionesse

### Singolare
Anastasija Myskina ha battuto in finale  Justine Henin-Hardenne con il punteggio di 3–6, 6–3, 6–3

### Doppio
Martina Navrátilová /  Svetlana Kuznecova hanno battuto in finale  Elena Lichovceva /  Nadia Petrova con il punteggio di 3–6, 6–1, 6–3